# Olly Glover
Oliver Guy Nicholas Glover est un homme politique libéral-démocrate britannique qui est député de Didcot et Wantage depuis 2024, élu avec 39,8 % des voix pour la circonscription nouvellement créée. Il est également conseiller municipal et paroissial dans l'Oxfordshire.

## Biographie
Glover travaille dans la gestion des opérations pour Network Rail et diverses sociétés d'exploitation ferroviaire.
Glover se présente aux élections générales de 2019 pour la circonscription londonienne de Tooting, terminant à la troisième place. Lors des élections locales de 2023, Glover est élu au conseil municipal de Didcot, South Oxfordshire, et au conseil paroissial de Milton, Vale of White Horse,.
Lors des élections générales de 2024, Glover est élu député de la nouvelle circonscription de Didcot et Wantage, avec 39,8 % des voix et une majorité de 6 233 voix,.